# Bayou Cane
Bayou Cane és una població dels Estats Units a l'estat de Louisiana. Segons el cens del 2000 tenia 17.046 habitants.

## Demografia
Segons el cens del 2000, Bayou Cane tenia 17.046 habitants, 6.222 habitatges, i 4.535 famílies. La densitat de població era de 861,5 habitants/km².
Dels 6.222 habitatges en un 37,2% hi vivien nens de menys de 18 anys, en un 55,5% hi vivien parelles casades, en un 13% dones solteres, i en un 27,1% no eren unitats familiars. En el 21,5% dels habitatges hi vivien persones soles el 6,2% de les quals corresponia a persones de 65 anys o més que vivien soles. El nombre mitjà de persones vivint en cada habitatge era de 2,68 i el nombre mitjà de persones que vivien en cada família era de 3,13.
Per edats la població es repartia de la següent manera: un 26,9% tenia menys de 18 anys, un 10% entre 18 i 24, un 31,6% entre 25 i 44, un 20,6% de 45 a 60 i un 10,9% 65 anys o més.
L'edat mediana era de 34 anys. Per cada 100 dones de 18 o més anys hi havia 90,7 homes.
La renda mediana per habitatge era de 40.955 $ i la renda mediana per família de 45.443 $. Els homes tenien una renda mediana de 35.081 $ mentre que les dones 20.995 $. La renda per capita de la població era de 17.450 $. Entorn de l'11,3% de les famílies i el 13,1% de la població estaven per davall del llindar de pobresa.

## Poblacions més properes
El següent diagrama mostra les poblacions més properes.